# Parapenaeus investigatoris
Parapenaeus investigatoris är en kräftdjursart som beskrevs av Alcock och Anderson 1899. Parapenaeus investigatoris ingår i släktet Parapenaeus och familjen Penaeidae. Inga underarter finns listade i Catalogue of Life.